# Иван Тютюнджиев
Иван Асенов Тютюнджиев е български учен, професор, доктор на историческите науки, историк, декан на Историческия факултет на Великотърновския университет „Св. св. Кирил и Методий“.

## Биография
Роден е на 29 октомври 1956 г. в село Константин, община Елена, област Велико Търново. От 1969 г. учи в гимназия „Добри Чинтулов“ – гр. Сливен, където завършва средното си образование през 1974 г.
През 1980 г. завършва специалност История във ВТУ „Св. св. Кирил и Методий“. През 1983 – 1984 г. специализира в СУ „Св. Климент Охридски“ и защитава постмагистърска теза („Българската анонимна хроника от XV в.) под научното ръководството на акад. Васил Гюзелев. Защитава докторантура през 1989 г. През 1996 г. става доцент по „История на България“ (История на българските земи XV – XVII век). Става професор през 2007 г. Член е на съюза на учените в България. Почива на 1 октомври 2018 г. във Велико Търново.

## Награди
- Номинация в награди за наука „Питагор“ за 2018 г. в категория „Утвърден учен в областта на социалните и хуманитарните науки“ – 16 май 2018 г.
- Почетен гражданин на Община Велико Търново – 22 март 2017 г.
- Почетен знак на Ректора на ВТУ „Св. св. Кирил и Методий“, заповед № РД-10-1576 от 25 октомври 2016 г.
- Почетен знак „За усердие к наукам“ в памет на проф. В. В. Болотов, Русия, 2016 г.
- Почетен професор на Тверския държавен университет с решение № 64 от 30 март 2016 г. на АС на ТвДУ, Русия, 2016 г.
- Орден „За веру и труда“ на Руската православна църква, Русия, 2012 г.[3]

## Научни трудове
Научните му интереси са свързани с църковното устройство и управление на българските земи под османска власт; хронографската традиция на Балканите; антиосманската съпротива, отразена в историческите паметници от XV – XIX в.; българите и гръкоправославния свят XV – XIX в.; етноконфесионални проблеми и регионална сигурност на Балканите. Автор е на множество статии, студии и монографии:
- Тютюнджиев, Иван. За произхода на търновския митрополит Теофил I (преди 1527, 1528, 1530 – ?) // Епохи, XXVI (2018), кн. 1. ISSN 1310 – 2141, с. 107 – 111, – В. Търново [Инд./Реф. в: ERIH PLUS]
- Тютюнджиев, Иван. Зараждане на научния интерес към историята на Османската империя. Историографски етюди – Севлиево: „М-Прес“ ООД, 2018, 156 с. ISBN 978-954-8455-93-0 – Севлиево
- Тютюнджиев, Иван и др. Османотурски документи за Търновската църква от XVII – XIX в. – В. Търново: УИ „Св. св. Кирил и Методий“, 2018, 132 с. ISBN 978-619-208-152-2 / Стоян Шиваров – В. Търново
- Тютюнджиев, Иван. Greek propaganda in Didymoteicho during the first decade of XX century. // Первый международный конгресс православных ученых. Эвангелские ценности и будущее православного мира. „Наука и православие: стратегии развития“: Великое Тырново, Болгария, февр. 20 – 26, 2017 – Voronezh: Istoki, 2017, сс. 150 – 154, ISBN 978-5-4473-0145-3 (в съавт. с Н. Атанасов) – Воронеж, Русия
- Тютюнджиев, Иван и др., Вампирите в българските земи – Севлиево: „М-Прес“ ООД, 2017, 171 с. ISBN 978-954-8455-84-8 / Павлин Чаушев – Севлиево
- Тютюнджиев, Иван. История на българския народ ХV – ХVІІ в. – В. Търново: Ровита, 2017, 840 с. ISBN 978-954-8914-39-0 – В. Търново
- Тютюнджиев, Иван и др. Османските завоевания и Държавата на духа – В. Търново: Абагар, 2017, 231 с. ISBN 978-619-168-179-2 / Пламен Павлов – В. Търново
- Тютюнджиев, Иван. Приносна публикация, коригираща наложени погрешни стереотипи в българската историография и българското обществено пространство относно именуването и титулуването на Владислав Варненчик (Отзив за статията на Николай Кънев „Някои бележки върху коректното именуване и титулуване на Владислав Варненчик“). // Епохи, Т. 25 / бр. 2, 2017, с. 486 – 487 – В. Търново [Инд./Реф. в: ERIH PLUS]
- Тютюнджиев, Иван и др. Търново и Търновският край по времето на Руско-турската война 1877 – 1878 – В. Търново: Ровита, 2017, 184 с. ISBN 978-954-8914-38-3 / Лиляна Цонева – В. Търново
- Тютюнджиев, Иван. Велико Търново в научното творчество на акад. Васил Гюзелев – В: ЕПОХИ, XXIV (2016), кн. 2, стр. 165 – 167, – В. Търново
- Тютюнджиев, Иван. Дневник на Светата Търновска митрополия (1870 – 1871)/ Ред. Владимир Владов – В. Търново: Ровита, 2016. – 335 с. ISBN 978-954-8914-36-9. Рец.: Русев, Иван. Дневник на светата Търновска митрополия (1870 – 1871). София, 2017// сп. История Рец.: Атанасова, Светла. Дневник на светата Търновска митрополия (1870 – 1871). В. Търново, 2017// сп. Епохи – В. Търново
- Тютюнджиев, Иван. Търновският епископат и Русия XV – XVII век. – В: Из живота на европейските провинции на Османската империя през XV – XIX век. Сборник изследвания в памет на проф. д.и.н. Елена Грозданова. Съст. и ред. Ст. Първева, О. Тодорова. София: Гутенберг, 2016, с. 605 – 635. ISBN 978-619-176-088-6 – София
- Тютюнджиев, Иван. Greek documents about Russian-Bulgarian relationship of the 17th century in Russian archives. // Orthodox Scientist in Modern World. Value of Orthodox World and Contemporary Society: Materials of the IVth International Conference. Part 2. Salonika, Greece, Sept. 25 – 26 2015. – Voronezh: Istoki, 2015, стр. 196 – 199, – Воронеж, Русия
- Тютюнджиев, Иван. Interaction of Evangelicals and Orthodox Christians in the Protestant Primary school in Strumica (Macedonia) 1913 – 1918. // Orthodox Scientist in Modern World. Value of Orthodox World and Contemporary Society: Materials of the IVth International Conference. Part 2. Salonika, Greece, Sept. 25 – 26 2015. – Voronezh: Istoki, 2015, стр. 171 – 175 (в съавт. с Stoil Dimitriev) – Воронеж, Русия
- Тютюнджиев, Иван. Православный выбор Болгарии – историко-кулътуртые аспекты. // Православный ученый в современном мире. Духовно-нравственная культура и цели Российского образования: новации, преемственность, мировоззренческие парадигмы: Материалы третьей междунар. науч.-практ. конференции, 16 окт. 2014 г., Свято-Троицкая Сергиева лавра. Т. 2. – Воронеж, 2014, стр. 460 – 464 (в съавт. с И. Лазаров) – Воронеж, Русия
- Тютюнджиев, Иван. Търново и Москва ХІV – ХVІ в. Идеята за „втори Рим“ и „трети Константинопол“. // Тверской вклад в русское православие. – Тверь: Тверской государственный университет, 2014, стр. 16 – 47, – Твер, Русия
- Тютюнджиев, Иван. Търново и Москва ХІV – ХVІ в.: идеята за „втори Рим“ и „трети Константинопол“. // Bulgaria Mediaevalis: Studies in honour of Professor Vassilka Tăpkova-Zaimova. Vol. 4 – 5. – Sofia, 2013 – 2014, стр. 511 – 538, – София
- Тютюнджиев, Иван. Дипломатические миссии митрополита Климента в России после освобождения Болгарии. // Православный ученый в современном мире. Т. 2. – Воронеж, 2013, стр. 206 – 212, – Воронеж, Русия
- Тютюнджиев, Иван. За автора и неговата книга. // Великов, Юлиан. Imperator et Sacerdos: Константин Велики, иконоборските императори и Каролингите. – В. Търново: Унив. изд. Св. св. Кирил и Методий, 2013, стр. 7 – 10, – В. Търново
- Тютюнджиев, Иван. Актуалные проблемы религиозного образования в Болгарии // Православный ученый в современном мире. – Воронеж, 2012 – Воронеж, Русия
- Тютюнджиев, Иван. Бележити търновски митрополити (ХV – ХVІІІв.). // Османското робство – знакови герои, велики революционери, духовни водачи и творци: В сянката на азиатската деспотия [Бележити българи. 4]. – София: Световна библиотека, 2012, стр. 98 – 106, – София
- Тютюнджиев, Иван. Българо-руски църковни отношения ХV – ХІХ вв. // Тверской вклад в Русское православие. – Тверь, 2012, стр. 3 – 9, – Твер, Русия
- Тютюнджиев, Иван. Дионисий Рали – духовен и политически водач на българите в края на ХVІ век. // Османското робство – знакови герои, велики революционери, духовни водачи и творци: В сянката на азиатската деспотия [Бележити българи. 4] – София: Световна библиотека, 2012, стр. 48 – 58, – София
- Тютюнджиев, Иван. Константин – „Прославеният император на България“. // Османското робство – знакови герои, велики революционери, духовни водачи и творци: В сянката на азиатската деспотия [Бележити българи. 4]. – София: Световна библиотека, 2012, стр. 6 – 13 (в съавт. с Пл. Павлов) – София
- Тютюнджиев, Иван. Фружин и неговите потомци. // Османското робство – знакови герои, велики революционери, духовни водачи и творци: В сянката на азиатската деспотия [Бележити българи. 4] – София: Световна библиотека, 2012, стр. 13 – 18 (в съавт. с Пл. Павлов) – София
- Тютюнджиев, Иван. История и цивилизация 11. клас: Задължителна подготовка. – [3. изд.] – В. Търново: Слово, 2011. (в съавт. с Ив. Лазаров, Р. Михнева, М. Палангурски, Л. Стоянов, В.Стойчева) – В. Търново
- Тютюнджиев, Иван. Надписът от олтарната апсида на търновската митрополитска църква „Св. св. Петър и Павел“ [Византия без граници: 22 междунар. конгрес по византология, София, 22 – 27 авг. 2011 г.]. // Пробл. на изкуството, 2011, № 2, с. 42 – 48. (в съавт. с Е. Мутафов, П. Събев) -
- Тютюнджиев, Иван. Стопанска история на България / Ред. Владимир Владов, науч ред. Иван Тютюнджиев. – В. Търново: Ровита, 2011. – 204 с. (в съавт. с А. Костов, Пл. Павлов, М. Палангурски, Ив. Лазаров, Ив. Русев) Авторска част: Стопанско развитие на българските земи през ХV – ХVІІ в., стр. 49 – 87, – В. Търново
- Тютюнджиев, Иван. Тырновский митрополит Дионисий І Ралли (1580 – 1598, †1620)[неработеща препратка]. // Вестн. Тверского госуд. ун-та. Сер. История, 2011, № 11, Вып. 2, с. 3 – 13
- Тютюнджиев, Иван. Рильский монастырь. // Православный паломник, 2010, № 7 (62) – 8 (63), с. 49 – 53. – Москва, Русия
- Тютюнджиев, Иван. „Велико Търново“ в приписка на поп Петър от 1681 г. // „България, земя на блажени...“: In Memoriam Professoris Iordani Andreevi. Междунар. конф. в памет на проф. д. и. н. Йордан Андреев. – В. Търново: ИВИС, 2009, с. 534 – 540. – В. Търново
- Тютюнджиев, Иван. Το Ισλάμ στη Βουλγαρία μέσα στο περιβάλλον της ΕΕ. // Στο: 12o Διεθνές Συνέδριο. Πάτρα, 19 – 21 Ιουνίου 2009. Διαπολιτισμική Εκπαίδευση – Μετανάστευση – Διαχείριση Συγκρούσεων και Παιδαγωγική της Δημοκρατίας. Πάτρα, 2009, σ. 169 – 172. (в съавт. с. Вл. Владов) – Патра, Гърция
- Тютюнджиев, Иван. Бератът за назначаване на Вартоломей като митрополит на Дристра от 1739 г. // Балканите – език, история, култура: Междунар. науч. конф. 13 – 15 април 2007 г., ВТУ Св. св. Кирил и Методий / Отг. ред. Красимира Мутафова. – В. Търново: Унив. изд. Св. св. Кирил и Методий, 2008, с. 89 – 98. – В. Търново
- Тютюнджиев, Иван. Търновският митрополит Йосиф (1714 – 1722). // Црквене Студиjе. Годишњак Центра за црквене студије (Ниш), 2008, № 4, с. 311 – 316. – Ниш, Сърбия
- Тютюнджиев, Иван. Тырновский митрополит Дионисий І Ралли и признание Московской патриархии. // Традиционная культура славянских народов в современном социокультурном пространстве: Материалы V Междунар. научно-практ. конференции 8 – 9 августа 2008 в 2 ч. – Ч. 2. Разделы V–VІІ. – Славянск на Кубани: Изд. центр. Славянский-на Кубани государств. пед. институт, 2008, с. 9 – 15. – Славянск на Кубани, Русия
- Тютюнджиев, Иван. От патриаршия към митрополия – драмата на една промяна в статута на Търновската църква в края на XIV в. и началото на XV в. // Търновска книжовна школа.: Осми междунар. симпозиум Велико Търново, 14 – 16 окт. 2004 г. – Т. 8. Св. Евтимий, Патриарх Търновски, и неговата духовна мисия в Европа. – В. Търново: Унив. изд. Св. св. Кирил и Методий, 2007, с. 513 – 529. – В. Търново
- Тютюнджиев, Иван. Търновската митрополия през XV – XIX в. / Науч. ред. Васил Гюзелев, [Предг. Е. Грозданова]. – В. Търново: Ровита, 2007. – 567 с.	Библиогр. с. 518 – 559. Рец.: Вачев, Хитко. Иван Тютюнджиев. Търновската митрополия през XV – XIX век. В. Търново, Ровита, 2007. // Изв. на Регион. ист. музей – В. Търново, 23, 2008, с. 351 – 355.	Рец.: Младенов, Момчил. Значимо и приносно изследване. // История, 2008, № 2 – 3 с. 122 – 128. [Рец.]: Леонтиева, Т. Тютюнджиев Ив. Търновската митрополия ХV – ХІХ в. В. Търново, „РОВИТА“ 2007. 567 с. Тираж 1000 екз. // Вестн. Тверского госуд. ун-та. Сер. История, 2012, № 18, Вып. 3, с. 146 – 150. – В. Търново
- Тютюнджиев, Иван. Търновският епископат XII – XXI в. / Науч. ред. Момчил Младенов; [Предг. Пламен Павлов]. – В. Търново: Ровита, 2007. – 454 с. – В. Търново
- Тютюнджиев, Иван. Кратка история на България [CD-ROM]: За зрелостници и кандидат-студенти / Карти Румен Янков; Програмист Камен Симеонов. – [В. Търново: Изд. авт., 2006]. – (14,8 МВ): с ил., сх., табл. (в съавт. с Иван Лазаров, П. Христов, М. Палангурски.) Изт.: Загл. екран; Етикет; Обложка. – Системни изисквания: Windows 98/2000/XP; Internet Explorer. – Съдържа: 2 файла. Съдържа и Хронология; Политически партии; Управляващи; Препоръчителна литература. – Прил. на в. 24 часа, бр. 115, 28.04.2006. – Дигитално изд. – В. Търново
- Тютюнджиев, Иван. Митрополит Игнатий Търновски и българското присъствие на Фераро-Флорентинския събор (1438 – 1439): III. Изследвания. // Тангра: Сб. в чест на 70-год. на акад. Васил Гюзелев. – София: Унив. изд. Св. Климент Охридски, 2006, с. 685 – 717. – София
- Тютюнджиев, Иван. Гръцки извори за живота и делото на митрополит Игнатий Търновски (? – †1464). // Црквене студије. Годишњак Центра за црквене студије (Ниш), 2005, II, № 2, с. 245 – 250. (в съавт. с Ив. Христов) – Ниш, Сърбия
- Тютюнджиев, Иван. История и цивилизация 11. клас: Задължителна подготовка. – [2. изд.] – В. Търново: Слово, 2005. – 359 с. (в съавт. с Ив. Лазаров, Р. Михнева, М. Палангурски, Л. Стоянов, В. Стойчева) Авторски уроци от № 18 до № 24, с. 105 – 141. – В. Търново
- Тютюнджиев, Иван. История на България: Тестове и конспекти за кандидат-студенти. – В. Търново: Слово, 2005. – 159 с. (в съавт. с Ив. Лазаров, П. Ст. Петков, В. Стойчева, М. Палангурски) – В. Търново
- Тютюнджиев, Иван. Митрополит Игнатий Търновски (? – †1464) и Съборът във Ферара – Флоренция (1438 – 1439). // Црквене студије. Годишњак Центра за црквене студије (Ниш), 2005, II, № 2, с. 229 – 244. – Ниш, Сърбия
- Тютюнджиев, Иван. Светска и духовна власт в Европа и света: Историко-хронологичен справочник. – В. Търново: Ровита, 2005. – 416 с. Съдържа и Речник.	Библиогр. с. 399 – 403. (в съавт. с Момчил Младенов) – В. Търново
- Тютюнджиев, Иван. Кратка история на българския народ: За зрелостници и кандидат-студенти. – В. Търново: Ровита, 2004. – В. Търново
- Тютюнджиев, Иван. История на България.: Тестове и конспекти за кандидат-студенти. – В. Търново: Слово, 2003. – 159 с. (в съавт. с Ив. Лазаров, П. Петков, М. Палангурски, В. Стойчева) Авторска част: История на българските земи през ХV – ХІХ век, с. 32 – 72. Съдържа и Терминол. речник; Хроника на събитията. – В. Търново
- Тютюнджиев, Иван. Екзархии на Цариградската патриаршия в българските земи през ХІV – ХІХ век. // Търновска книжовна школа Т. 7. Търновската книжовна школа и християнската култура в Източна Европа. – В. Търново: Унив. изд. Св. св. Кирил и Методий, 2002, с. 559 – 575. – В. Търново
- Тютюнджиев, Иван. История и цивилизация – XI клас: Тестове – В. Търново: Слово, 2001. – 104 с.: с ил. (в съавторство с Ив. Лазаров, М. Палангурски, В. Стойчева) – В. Търново
- Тютюнджиев, Иван. История и цивилизация 11. клас по новата учебна програма: Задължителна подготовка –В. Търново: Слово, 2001. – 359 с.: с ил., к. (в съавт. с Ив. Лазаров, Р. Михнева, М. Палангурски, Л. Стоянов, В. Стойчева) Авторски уроци от № 18 до № 24, с. 105 – 141. – В. Търново
- Тютюнджиев, Иван. История и цивилизация 11. клас по новата учебна програма: Профилирана подготовка – В. Търново: Слово, 2001. – 168 с.: с ил. (в съавт. с Ив. Лазаров, Р. Михнева, М. Палангурски, Л. Стоянов, В. Стойчева) Авторски текст на уроци № 13, 17, 18 и 22 – с. 85 – 91, 109 – 116, 117 – 122, 138 – 142. – В. Търново
- Тютюнджиев, Иван. История на България: Учебник за кандидат-студенти и зрелостници 2000 – 2001 г. / Под ред. на Васил Гюзелев. – София: Акад. изд. Проф. Марин Дринов; В. Търново: Gaberoff, 2000. – 328 с.: със сх., к. (в съавт. с Д. Саздов, Л. Спасов, Пл. Павлов, И. Лазаров, М. Палангурски) – В. Търново, София
- Тютюнджиев, Иван. Кратка стопанска история на България / Съст. и ред. Иван Тютюнджиев. – 2. изд. – В. Търново: Фабер, 2000. – 223 с. (в съавт. с Пл. Павлов, П. Ст. Петков, Ив. Лазаров, Л. Дончева, М. Палангурски) Авторска част: Стопанско развитие през ХV – ХVІІ век, с. 47 – 79. [1. изд. 1996] – В. Търново
- Тютюнджиев, Иван. Гръцко житие на св. Иван Рилски от ХІХ век в ръкописната сбирка на Светогорския манастир Ватопед. // Търновска книжовна школа. Т. 6. Българската литература и изкуство от търновския период в историята на православния свят. – В. Търново: Унив. изд. Св. св. Кирил и Методий, 1999, с. 485 – 496. – В. Търново
- Тютюнджиев, Иван. Кратка история на българския народ: Теми за кандидат-студенти и зрелостници. – 2. прераб. и доп. изд. София: Анубис, 1999. – 336 с. със сх. (в съавт. с Ив. Лазаров, М. Палангурски, Пл. Павлов), – София
- Тютюнджиев, Иван. Търновската митрополия през XVII и първата половина на XVIII век: По док. от архива на метоха Божи гроб на Ерусалимската патриаршия в Цариград / Рецензенти: проф. д-р Васил Гюзелев, проф. д-р Димитриос Гонис. – В. Търново: Слово, 1999. – 130 с. Текст и на гр. ез. – 1. изд. 1996. Първо издание: Търновската митрополия през XVII и първата половина на XVIII век: По док. от архива на метоха Божи гроб на Ерусалимската патриаршия в Цариград / Рецензенти: проф. д-р Васил Гюзелев, проф. д-р Димитриос Гонис. – В. Търново: Слово, 1996. – 130 с. Текст и на гр. ез. – 2. изд. 1999. Рец.: Вачев, Хитко. Иван Тютюнджиев. Търновската митрополия през 17. и първата половина на 18. век. По документи от архива на метоха „Божи гроб“ на Ерусалимската патриаршия в Цариград. В. Търново, 1996. // Изв. на Ист. музей – Велико Търново, 12, 1997, с. 271 – 275. – В. Търново
- Тютюнджиев, Иван. История на България: [Уч. помагало за учениците от СОУ]. Ч. 1 – 2. – 2. изд. – В. Търново: Слово, 1998. Ч. 1. VII – ХVIII век: Средновековие, Българските земи под османска власт. – 160 с. (в съавт. с Ив. Лазаров, Пл. Павлов) Авторска част с. 106 – 111, с. 127 – 156. Ч. 2. ХVIII век – 1947 г.: Българско възраждане, България в новото време. – 215 с. (в съавт. с Ив. Лазаров, Пл. Павлов, М. Палангурски) Авторска част с. 5 – 17, с. 40 – 45. – В. Търново
- Тютюнджиев, Иван. Тестове по история на България: За зрелостници и кандидит-студенти. – В. Търново: Слово, 1998. – 240 с. (в съавт. с Виолета Стойчева) – В. Търново
- Тютюнджиев, Иван. История на България: [Уч. помагало за учениците от СОУ]. Ч. 1 – 2. – В. Търново: Слово, 1995 – 1996. Ч. 1. VII – ХVIII век: Средновековие, Българските земи под османска власт. – 1995. – 160 с. (в съавт. с Ив. Лазаров, Пл. Павлов) Ч. 2. ХVIII век – 1947 г.: Българско възраждане, България в новото време. – 1996. – 215 с. (в съавт. с Ив. Лазаров, Пл. Павлов, М. Палангурски) С авторска част в Ч. 1. с. 106 – 111, с. 127 – 156; Ч. 2. с. 5 – 17, с. 40 – 45. – В. Търново
- Тютюнджиев, Иван. Казашки военни акции по Българското Черноморие през първата половина на XVII в. // Страници от историята на българите в Северното Причерноморие. – В. Търново: Унив. изд. Св. св. Кирил и Методий, 1996, с. 98 – 101. – В. Търново
- Тютюнджиев, Иван. Кратка стопанска история на България / Съст. и ред. Иван Тютюнджиев. – В. Търново: Фабер, 1996. – 224 с. – 2. изд. – 2000. (в съавт. с Пл. Павлов, П. Ст. Петков, Ив. Лазаров, Л. Дончева М. Палангурски) Авторска част: Стопанско развитие през ХV – ХVІІ век, с. 47 – 79. – В. Търново
- Тютюнджиев, Иван. Османското завоевание и българската миграция във Влашко и Молдова през XIV – XV в. // Страници от историята на българите в Северното Причерноморие. – В. Търново: Унив. изд. Св. св. Кирил и Методий, 1996, с. 79 – 89. – В. Търново
- Тютюнджиев, Иван. Стопанска история на България: Тестове / Състав. и науч. ред. Иван Тютюнджиев. – В. Търново: Faber, 1996. – 88 с. – В. Търново
- Тютюнджиев, Иван. Търновската митрополия и атонските манастири ХV – началото на ХІХ в. по гръцки извори. // Светогорска обител Зограф. Т. 2. – София: СУ Св. Климент Охридски, 1996, с. 121 – 133. – София
- Тютюнджиев, Иван. Търновската митрополия и атонските манастири ХV – началото на ХІХ в. по гръцки извори. // Светогорска обител Зограф. Т. 2. – София: СУ Св. Климент Охридски, 1996, с. 121 – 133. – София
- Тютюнджиев, Иван. Българите и османското завоевание (краят на ХІІІ – средата на ХV в.): [Уч. помагало за учениците от СОУ]. – В. Търново: Слово, 1995. – 151 с. (в съавт.с Пл. Павлов) – В. Търново
- Тютюнджиев, Иван. Българската анонимна хроника от XV век за битката при Косово поле от 1389 г. // Год. на СУ Св. Климент Охридски. Науч. център за славяно-византийски проучвания Иван Дуйчев, 86 (5), 1995 [за 1992 – 1993], с. 91 – 94. -
- Тютюнджиев, Иван. Български военни формирования в Украйна през XVIII век. // Българите в Северното Причерноморие: Изследв. и мат. – Т. 4. – В. Търново: Унив. изд. Св. св. Кирил и Методий, 1995, с. 131 – 136. – В. Търново
- Тютюнджиев, Иван. Македонија во творештвото и политичката дејност на Никола Милев – 1881 – 1925 г. // Европа и Македонското прашање. – Делчево, 1995, с. 141 – 151. – Делчево, Македония
- Тютюнджиев, Иван. Ямболският надпис от 1356/1357 г. и политическите събития в България от средата на ХІV век. // Палеобалканистика и старобългаристика: Първи есенни нац. четения Проф. Ив. Гълъбов: Сб. науч. статии / Ред. кол. Казимир Попконстантинов и др. – В. Търново: Унив. изд. Св. св. Кирил и Методий, 1995, с. 367 – 372. – В. Търново
- Тютюнджиев, Иван. За статута на Арбанаси като патриаршеска екзархия от 1642 г. // Сборник Ряховец [В. Търново; Горна Оряховица], [1], 1994, с. 111 – 122. – В. Търново; Горна Оряховица
- Тютюнджиев, Иван. История на българския народ през XV – XVII в. в таблици, схеми, карти и тестове: Уч. помагало. – В. Търново: Унив. изд. Св. св. Кирил и Методий, 1994. – 292 с.: с табл., сх., к. (в съавт. с Кр. Мутафова) Авторска част: с. 7 – 38, 227 – 270. – В. Търново
- Тютюнджиев, Иван. Казашки военни акции по Българското Черноморие през първата половина на XVII в. // Българите в Северното Причерноморие: Изследв. и мат. – Т. 3. – В. Търново: Унив. изд. Св. св. Кирил и Методий, 1994, с. 113 – 116. – В. Търново
- Тютюнджиев, Иван. Кратка история на българския народ: Лекции за общообраз. у-ща и кандидат-студентите / Иван Лазаров и др. – 2. изд. – София: Просвета, 1994. – 280 с.: със сх. – София
- Тютюнджиев, Иван. Едно пътуване на Ерусалимския патриарх Хрисантий Нотара (1707 – 1731) в българските земи от 1720 г. // Епохи, 1993, № 2, с. 98 – 102. (в съавт. с Т. Драгостинова) -
- Тютюнджиев, Иван. Кратка история на българския народ: Лекции за общообраз. у-ща и кандидат-студентите –София: Просвета, 1993. – 280 с.: с табл. (в съавт с Ив. Лазаров, Пл. Павлов, М. Палангурски)	Авторска част с. 94 – 131, 143 – 153. – София
- Тютюнджиев, Иван. Познавате ли историята на България?: Въпроси и отговори: История на България в тестове VII в. – 1948 г. – В. Търново: Аста, 1993. – 290 с. (в съавт. с М. Палангурски, М. Минчев, П. Петков, Н. Проданов) Съставител на изданието и автор на раздела: Българският народ под османска власт (ХV – ХVІІІ век), с. 54 – 100. – В. Търново
- Тютюнджиев, Иван. Събития от историята на Търновското царство и живота на царското семейство на Иван-Александър, отразени в Българската анонимна хроника от ХV век. // Studia protobulgarica et mediaevalia europensia: В чест на проф. Веселин Бешевлиев. – В. Търново: Унив. изд. Св. св. Кирил и Методий, 1993, с. 111 – 116. – В. Търново

1992
- Тютюнджиев, Иван. Българската анонимна хроника от XV век: [Изследване]. – В. Търново: Елпис, 1992. – 256 с. Библиогр. с. 242 – 254. [Рец.]: Bojčeva, P. // Et. balkaniques, 1994, № 2, p. 147 – 149. [Рец.]: Бойчева, П. // Епохи, 1994, № 2, с. 108 – 111. – В. Търново
- Тютюнджиев, Иван. Българската анонимна хроника от ХV век за началото на османското завоевание в Европа. // Турските завоевания и съдбата на балканските народи, отразени в исторически и литературни паметници от ХIV – ХVIII в.: Междунар. науч. конф., В. Търново, 20 – 22 май 1987 г. – В. Търново: ВТУ Св. св. Кирил и Методий, 1992, с. 104 – 112. – В. Търново
- Тютюнджиев, Иван. Българската държава и османската експанзия 1369 – 1422: [Изследване]. – В. Търново: Слово, 1992. – 91 с. (в съавт. с Пл. Павлов) Авторска част: с. 5 – 24, 29 – 36, 38 – 59, 62 – 74. Библиогр. с. 79 – 87. – В. Търново
- Тютюнджиев, Иван. Българската хроника от XV век в историографските проучвания. // Тр. на ВТУ Св. св. Кирил и Методий – В. Търново. Исторически факултет, 27, 1992 [за 1989], № 3, с. 65 – 111. Рецензент: доц. д-р Йордан Андреев. – В. Търново
- Тютюнджиев, Иван. Документи за политическата история на средновековна България ХII – ХIV в.: В помощ на семинарните занятия: [За студентите от Великотърновския унив. Св. св. Кирил и Методий]. – 2. прераб. и доп. изд. – В. Търново: Аста, 1992. – 152 с. (съавт. с Иван Лазаров, Пламен Павлов) 1.	изд. 1989. – В. Търново
- Тютюнджиев, Иван. За етапите на османското завоевание на българската държава (1370 – 1397). // Турските завоевания и съдбата на балканските народи, отразени в исторически и литературни паметници от ХIV – ХVIII век: Междунар. науч. конф., В. Търново, 20 – 22 май 1987 г. – В. Търново: ВТУ Св. св. Кирил и Методий, 1992, с. 57 – 67. (в съавт. с Пл. Павлов) – В. Търново
- Тютюнджиев, Иван. Османското завоевание и българската миграция във Влашко и Молдова през XIV – XV в. // Българите в Северното Причерноморие: Изследв. и мат. Т. 1. – В. Търново: Унив. изд. Св. св. Кирил и Методий, 1992, с. 70 – 81. – В. Търново
- Тютюнджиев, Иван. Лекции по българска история: За кандидат-студенти: Ч. 1 – 2. – В. Търново: Великотърновски унив. Св. св. Кирил и Методий, 1991. Ч. 1. VII – XVII в. – 170 с. (в съавт. с Ив. Лазаров, Пл. Павлов)	Ч. 2. XVIII в. – 1944 г. – 202 с. (в съавт. с Ив. Лазаров, Пл. Павлов, М. Палангурски) – В. Търново
- Тютюнджиев, Иван. Османските турци и краят на Средновековна България: Нова хипотеза за завладяването на Видинското царство / Рецензент проф. Васил Гюзелев. – В. Търново: Съюз на учените в България – клон В. Търново, 1991. – 41 с.: с к., сх. (в съавт. с Пл. Павлов) – В. Търново
- Тютюнджиев, Иван. Документи за политическата история на средновековна България XII – XIV в.: В помощ на семинарните занаятия [за студентите от Великотърновския унив. Кирил и Методий] / Рецензенти: проф. д-р Йордан Андреев, доц. д-р Г. Плетньов. – В. Търново: Великотърн. унив. Кирил и Методий, 1989. – 170 с. (в съавт. с Иван Лазаров, Пламен Павлов) Авторска част: Раздел І. Възстановяване и утвърждаване на българската държава (1185 – 1241), док. № 24, 26, 27, 28, 29, 33, 35, 36; Раздел ІІ. Политическа криза в българската държава, док. № 13; раздел ІІІ. Политическа стабилизация през първите десетилетия на XIV в. Османското завоевание и краят на средновековната българска държава, док. № 5, 8, 9, 10, 11, 12, 13, 14, 15, 16, 17, 18,19, 25, 26, 27, 28, 30, 31, 32, 33, 34, 35, 37, 38, 41; раздел ІV. Политическата идеология на Българската държава (ХІІ–ХІV век)., док. № 6. 2. прераб. и доп. изд. – 1992. – В. Търново
- Тютюнджиев, Иван. За историческата стойност на Българската хроника от ХV век. // Старобългаристика, 1989, № 2, с. 71 – 86. (в съавт. с К. Кабакчиев)
- Тютюнджиев, Иван. Падането на България под османска власт. (Проблеми на периодизацията). // Военноист. сб., 1988, № 4, с. 3 – 15. (в съавт. с Пл. Павлов)
- Тютюнджиев, Иван. Българската хроника от ХV в. и Хрониката на влашкия монах Михаил Мокса (1620 г.). // Ист. прегл., 1987, № 4, с. 68 – 77.
- Тютюнджиев, Иван. Сведения за Асеневци във влашките, сръбските и руски летописи. // Векове, 1986, № 4, с. 15 – 22.
- Тютюнджиев, Иван. Бележки върху Българската анонимна хроника от ХV век. // Векове, 1985, № 3, с. 24 – 28. -
- Тютюнджиев, Иван. Българската хроника от XV век за битката при Ровине и смъртта на цар Иван Шишман. // Юбилеен сборник: XI пролетен колоквиум на възпитаници на ИФ. Т. 1. – В. Търново: ВТУ Кирил и Методий, 1985, с. 211 – 216. – В. Търново
- Тютюнджиев, Иван. Чужди извори за ролята на средновековната столица Търновград в международните отношения. // Велико Търново в историческата съдба на българския народ: Сб. материали в помощ на лекторите / Отг. ред. Атанас Попов. – В. Търново: Окръжен съвет на дружество „Георги Кирков“; Окръжен съвет за култура, 1985, с. 48 – 60. (в съавт. с Пл. Павлов) – В. Търново
- Тютюнджиев, Иван. Дионисий Рали като предстоятел на Влахомолдовската църква и църковните връзки и отношения на България с Влашко и Молдова през ХІV – ХІХ в. // Епохи. (под печат)